# (27761) 1991 RL13
(27761) 1991 RL13 là một tiểu hành tinh vành đai chính. Nó được phát hiện bởi Henry E. Holt ở Đài thiên văn Palomar ở Quận San Diego, California, ngày 13 tháng 9 năm 1991.